# Joseph Paul Gaimard
Joseph Paul Gaimard var en fransk biolog, född den 31 januari 1793 i Saint-Zacharie i departementet Var och död den 10 december 1858 i Paris.
Tillsammans med Jean René Constant Quoy medföljde Gaimard 1817–1820 som naturvetare ombord på fartyget L'Uranie under befäl av Louis de Freycinet samt 1826–1829 på fartyget La Coquille (senare kallat L'Astrolabe), som gjorde en världsomsegling under befäl av Jules Dumont d'Urville.
Därefter var Gaimard under åren 1835–1836 ledare för en vetenskaplig expedition till Norra ishavet och Island ombord på korvetten La Recherche. Åren 1838–1840 ledde han en ny expedition till bland annat Spetsbergen och Finnmarken (Rechercheexpeditionen).
Tillsammans med Quoy beskrev och namngav Gaimard en mängd tropiska arter, däribland:
- Praktblåsmyg
- Fjärilsfisken Chaetodon lunulatus
- Timglasdelfin
- Marianersångare
- En underart av ärleflugsnappare, Rhipidura leucophrys melaleuca

Flera arter har uppkallats efter Joseph Paul Gaimard, däribland:
- Skogselenia (Myiopagis gaimardii) av Henri Milne-Edwards 1837.
- Märlkräftan Byblis gaimardi av Henrik Nikolai Krøyer 1846.
- Rödfotad skarv (Phalacrocorax gaimardi)
- Tasmansk opossumråtta (Bettongia gaimardi)
- Högfenad grouper (Epinephelus gaimardi, numera E. longispinis)